# Bahnhof Bielsko-Biała Główna
Der Bahnhof Bielsko-Biała Główna (früher Bielitz Hauptbahnhof) ist der größte Bahnhof der polnischen Stadt Bielsko-Biała (Bielitz-Biala). Sein heutiges Empfangsgebäude wurde 1890 gebaut und hat Baudenkmalstatus (Nr. A-704/94 vom 3. Juni 1994).

## Baugeschichte und Architektur
Die k.k. privilegierte Kaiser Ferdinands-Nordbahn, deren Hauptstrecke Wien mit Krakau verband, erbaute 1855 die Abzweigung nach Bielitz und verlängerte sie 1878 bis Żywiec (Saybusch). Sie erbaute das neue Bahnhofsgebäude, nachdem sie 1888 die Strecken nach Cieszyn (Teschen) und Kalwaria Zebrzydowska in Betrieb genommen hatte.
Das Gebäude besteht, nach einem Entwurf des Bielitzer Architekten Karl Schulz, aus drei Pavillons. Die Baufirma des Bielitzer Architekten Karl Korn führte die Bauarbeiten aus.
Bei einer gründlichen Renovierung des Gebäudes von 1997 bis 2001 kam u. a. alter polychromer Schmuck ans Licht. Zu den architektonischen Details des Bahnhofes gehören die Fresken im Hauptpavillon, die deutschsprachige Inschrift K.K. PRIVILEGIRTE KAIS. FERD.-NORDBAHN am Haupteingang sowie die Überdachung des Hausbahnsteiges.
Im Zusammenhang mit der Fertigstellung des Bahnhofs wurde als bequeme Verbindung mit der Stadt am 11. Dezember 1895 die fünf Kilometer lange Elektrische Bahn Bielitz–Zigeunerwald dem Verkehr übergeben.

## Galerie

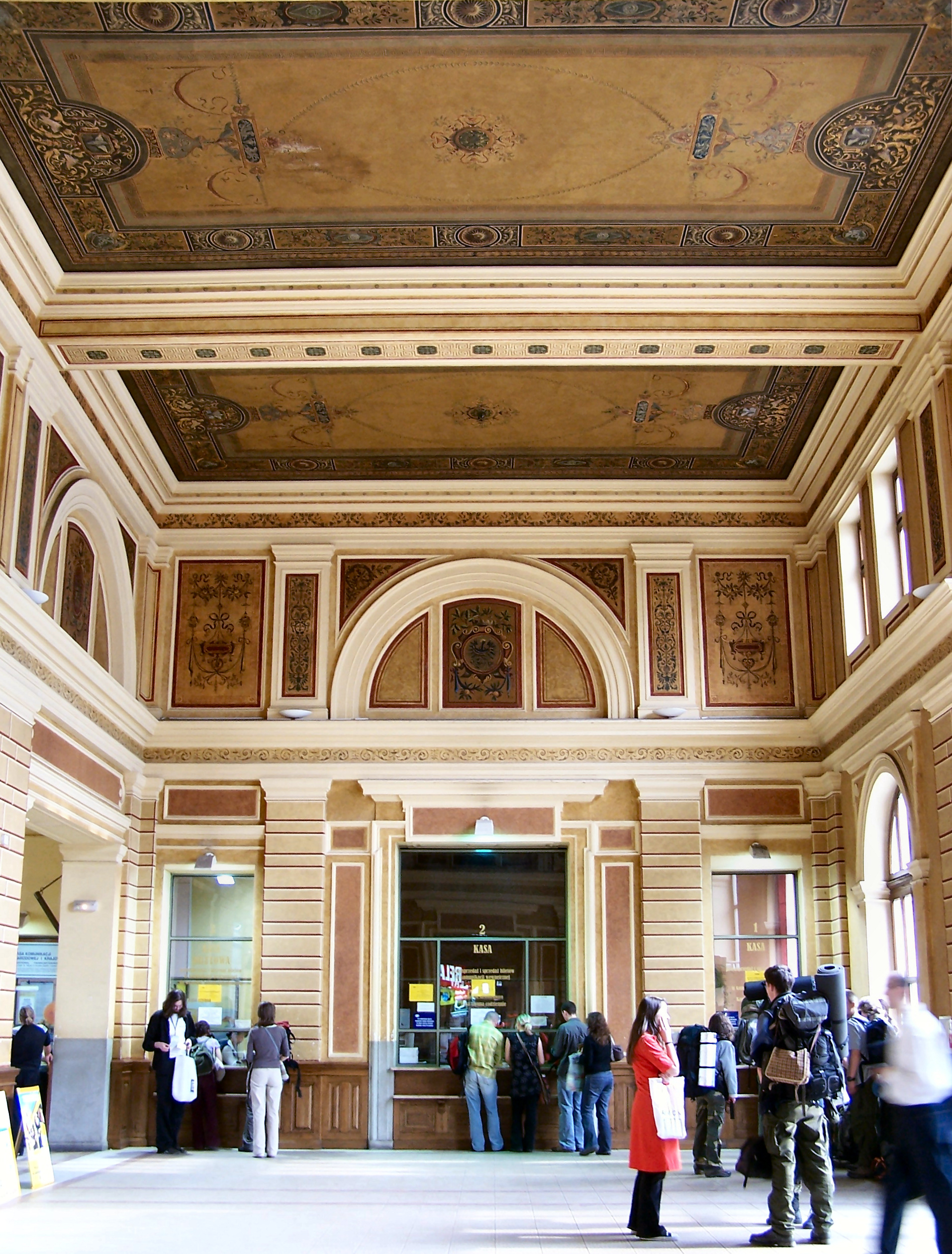
Hauptpavillon
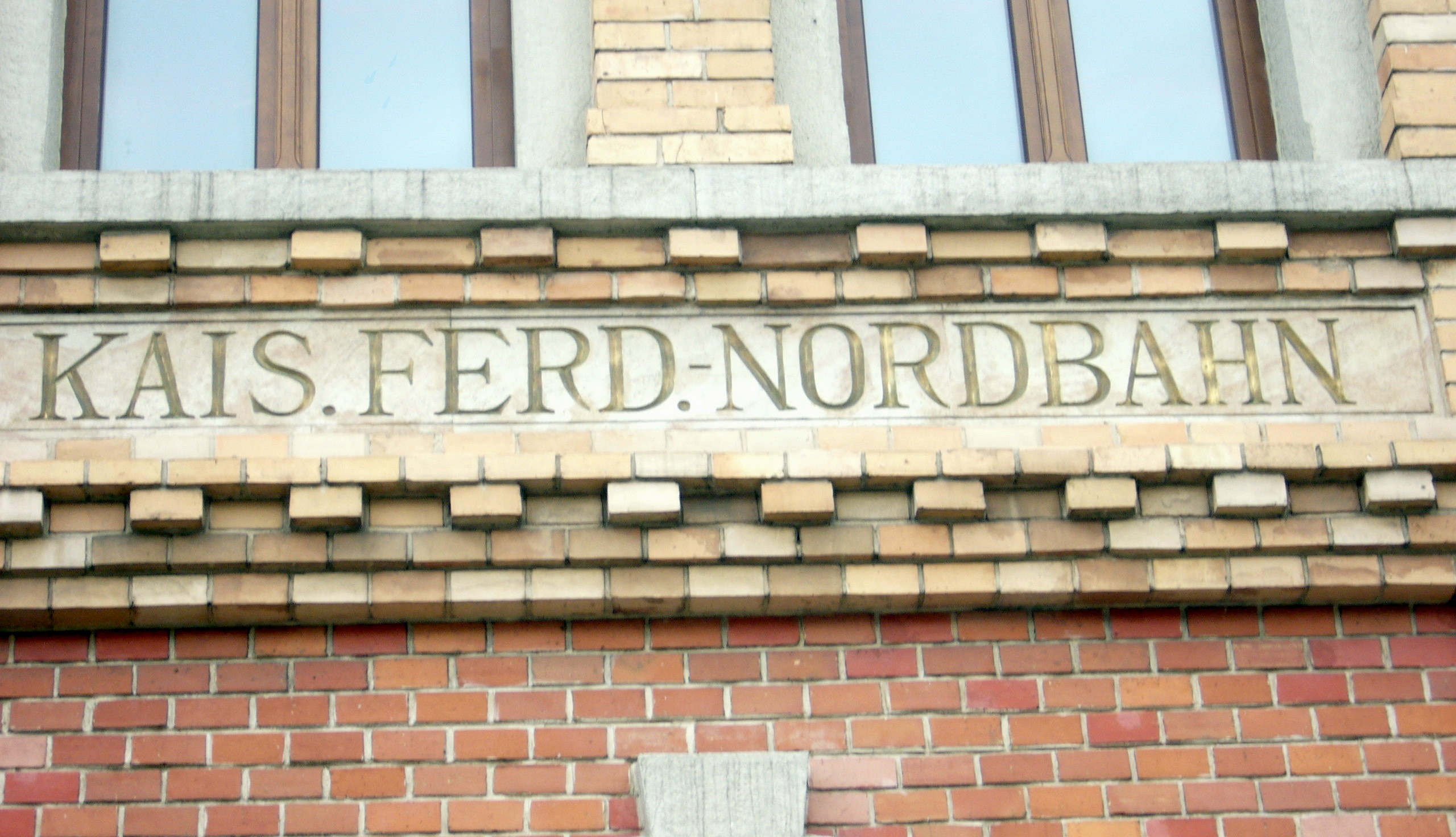
Die Aufschrift: KAIS. FERD.-NORDBAHN am Bahnhof Bielsko-Biała Główna
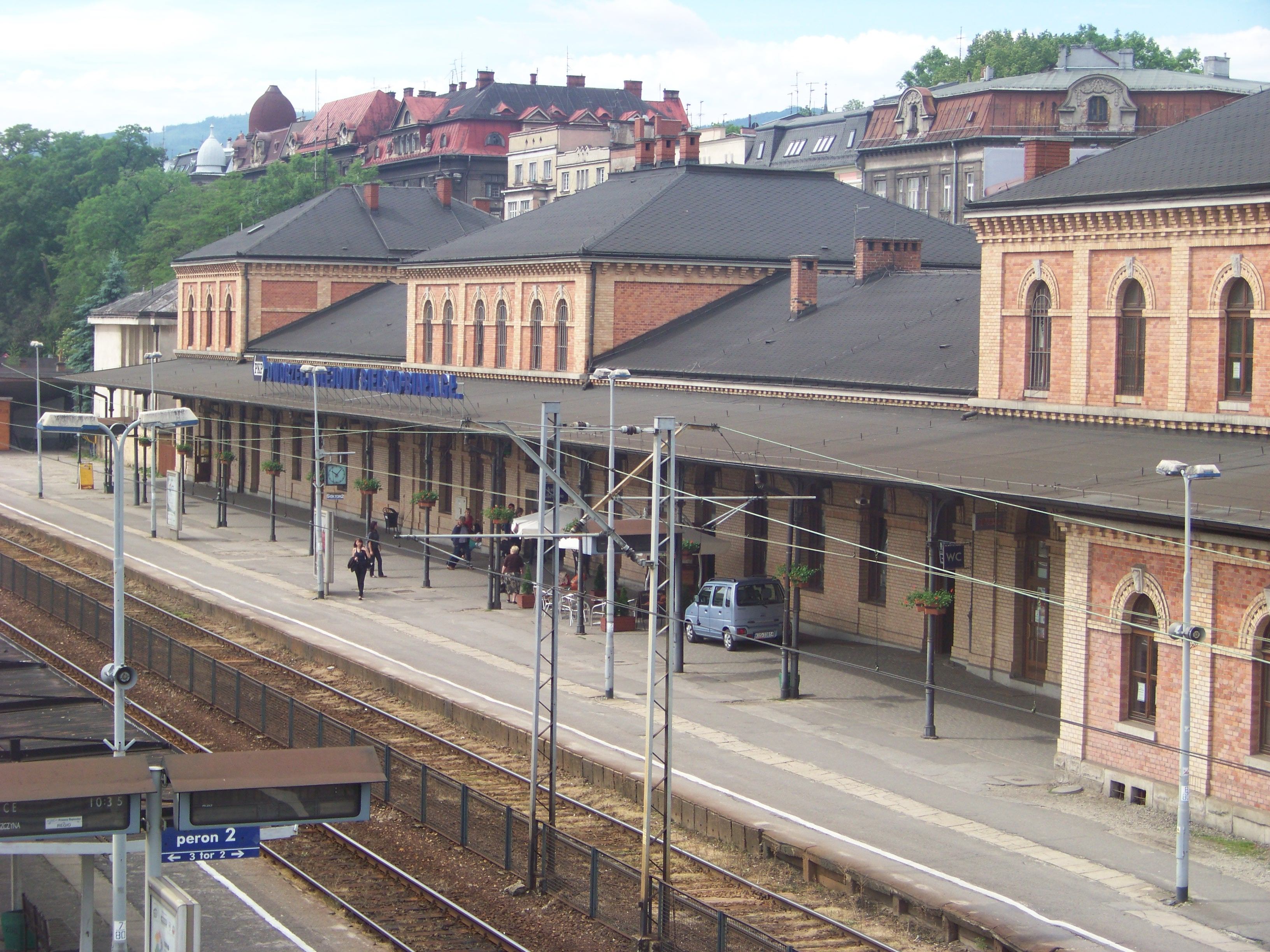
Ausblick aus einer Überführung auf den Bahnhof
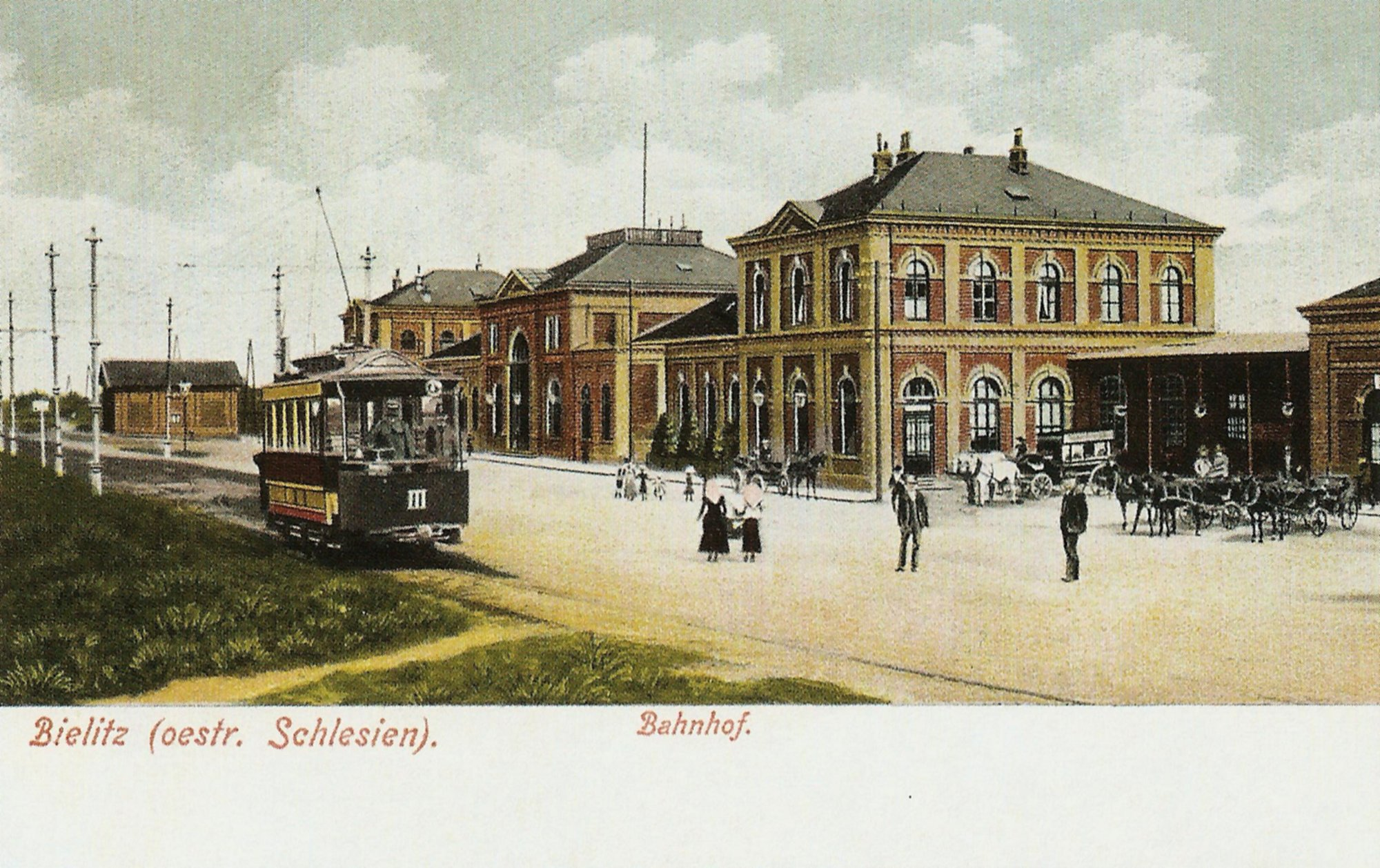
Elektrische Bahn Bielitz–Zigeunerwald (ca. 1905)
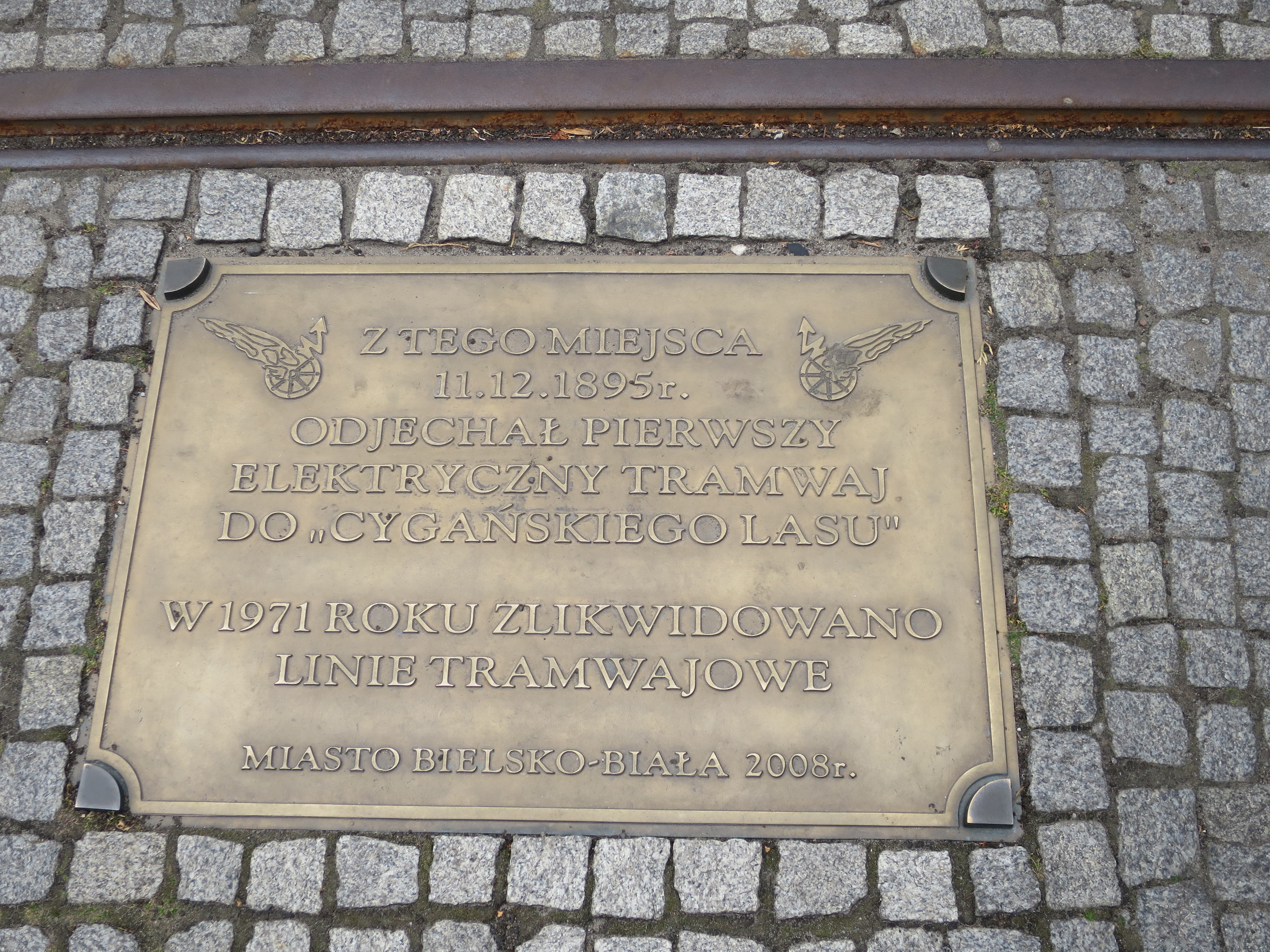
Plakette zum Gedenken an die Eröffnung der Elektrischen Bahn Bielitz–Zigeunerwald